# William Sealy Gosset
William Sealy Gosset, angleški matematik, statistik in kemik, * 13. junij 1876, Canterbury, grofija Kent, Anglija, † 16. oktober 1937, Beaconsfield, grofija Buckinghamshire, Anglija.
Gosset je znan po svojem pvsevdonimu Student in po delu o t-porazdelitvi.

## Življenje in delo
Bil je najstarejši sin Agnes Sealy Vidal in Fredericu Gossetu. Njegov oče je bil častnik. William je najprej hodil na Kolidž Winchester. Študiral je kemijo in matematiko na New Collegeu Univerze v Oxfordu. Tu mu je med drugim predaval Airy. Najprej je leta 1897 diplomiral iz matematike, nato pa leta 1899 še iz kemije. Po diplomi se je kot kemik zaposlil v dublinski pivovarni Guinness.
1. 1 2  data.bnf.fr: platforma za odprte podatke — 2011.
2. 1 2  MacTutor History of Mathematics archive — 1994.